# 玄界灘
玄界灘（げんかいなだ）は、九州の北西部に広がる海域である。大陸棚が広がり、対馬海流が流れて世界有数の漁場として知られる。

## 名称・表記
玄は暗い・黒いという意味である。玄界灘のことを略して「玄海（げんかい）」とも呼ぶ。これは「玄界灘」の省略記法でもあり、海を意味する漢字が複数使用される「玄海灘」は誤記であるとされている。古くは「玄界洋」とも書かれ、これを略して「玄洋（げんよう）」という呼び方もあり、学校や団体の名称に使われる例がある。

## 地理

### 範囲
最も一般的な範囲として福岡県宗像市の鐘ノ岬から志賀島、糸島半島、唐津湾を経て佐賀県唐津市の東松浦半島までの九州の海岸から、沖合は大島、地島、沖ノ島、長崎県の壱岐、対馬までの海域を指すとされる。海上保安庁が発行する日本の水路図誌（海図）でも上記範囲で掲載されている。東方は響灘に接し、西方は東シナ海（対馬海峡東水道・壱岐水道）、北方は日本海に連なる。
一方で、東端を遠賀川河口まで、西端を平戸海峡（平戸瀬戸）までとすることもある。
なお、山口県沖日本海の見島 - 沖ノ島 - 壱岐島北西端 - 五島列島沖の白瀬の間に基線が設定されており、これより南東側は海洋法上日本の内水（内海）とみなされ、玄界灘のほとんどの範囲は日本の内海または領海となっている。

### 地形・気候
南側は全て水深200m以上の大陸棚である。南西から北東に向かって対馬海流が流れている。新生代になってから日本列島の原型が形成された頃は日本海は巨大な湖で、その当時は朝鮮半島と陸続きであった。そして、第四紀の頃に玄界灘にあたる海域が形成されたとされる。この玄界灘には未知なる海底断層が存在しているとみられて福岡市の警固断層に関係する可能性が指摘されており、学術機関で研究や調査がなされている。
九州・山口沿岸部の気候は温暖であるが、冬は日本海側気候の特徴が現れる。北西の季節風と対馬海流の影響で雲が発生するため曇天の日が多く、沿岸部に雨・雪を降らせることもある。

### 生態系
対馬海流が流れ、世界有数の漁場として知られるなど海洋生物が豊富に生息している。 鐘崎港、博多漁港、唐津港、呼子港などにおいては多くの魚介類が水揚げされる。魚類の他にも、ウミガメや海鳥などの回遊や渡りの経路にもなっており、江戸時代や明治時代までは沿岸に来遊する多数のヒゲクジラ類を対象とした大規模な古式捕鯨も行われていた。

### 主な島
- 福岡県
  - 地島
  - 大島
  - 相島
  - 沖ノ島
  - 玄界島
  - 小呂島

- 佐賀県
  - 小川島
  - 加唐島
  - 松島
  - 馬渡島

- 長崎県
  - 壱岐島
  - 対馬
  - 福島（広義の場合）
  - 鷹島（同上）

### 沿岸の自治体
- 福岡県
  - 宗像市
  - 福津市
  - 古賀市
  - 新宮町
  - 福岡市
    - 東区
    - 博多区
    - 中央区
    - 早良区
    - 西区

  - 糸島市
  - 岡垣町（広義の場合）
  - 芦屋町（同上）

- 佐賀県
  - 唐津市
  - 玄海町
  - 伊万里市（広義の場合）
- 長崎県
  - 壱岐市
  - 対馬市
  - 松浦市（広義の場合）
  - 平戸市（同上）

### 主な港
- 福岡県
  - 博多港
  - 鐘崎漁港

- 佐賀県
  - 唐津港
  - 呼子港

- 長崎県
  - 郷ノ浦港
  - 印通寺港
  - 勝本港
  - 芦辺漁港
  - 厳原港
  - 比田勝港

## 歴史
- 日露戦争を歌った軍歌「戦友」第9番の「玄界灘で手を握り 名を名乗ったが始めにて」や、「無法松の一生」にて小倉祇園太鼓の「玄界灘の荒波に…」として有名である。福岡ソフトバンクホークスの応援歌『いざゆけ若鷹軍団』の歌い出しにも登場する。
- 1905年には、東郷平八郎が率いる連合艦隊とロシア帝国のバルチック艦隊（バルト海艦隊）との間で発生した日本海海戦の激戦地となった。
- 1945年（昭和20年）8月21日、輸送船「大東丸（326トン）」が触雷により沈没[12]。
- 2005年3月20日10時53分には福岡市沖を震源地とするM7.0の福岡県西方沖地震（福岡県北西沖地震）が発生して、福岡県や佐賀県で震度6弱を観測する大地震となった。

## 「げんかい（玄界・玄海）」の使用例
- 玄界島 （福岡市西区に属する島、大字地名）
- 福岡市立玄界小中学校 （福岡市西区玄界島の市立小学校・中学校）
- 福岡県立玄界高等学校 （福岡県古賀市にある県立高校）
- 玄海町 （佐賀県東松浦郡の地方自治体）
- 玄海町 （福岡県宗像郡にかつて存在した地方自治体）
- 玄海原子力発電所 （佐賀県東松浦郡玄海町にある九州電力の原子力発電所）
- 宗像市立玄海中学校
- 宗像市立玄海小学校
- 宗像市立玄海東小学校
- 玄海国定公園 （玄界灘に臨む福岡、佐賀、長崎3県北部海岸線を区域にした国定公園[13]）
- 佐賀玄海漁業協同組合 （佐賀県唐津市の漁業協同組合）
- 玄海灘に立つ虹 （韓国KBSワールドラジオの人気番組）
- げんかい （海上自衛隊の多用途支援艦）
- いざゆけ若鷹軍団（歌詞冒頭に玄界灘のフレーズが登場する）